# Immersaria carbonoidea
Immersaria carbonoidea är en lavart som först beskrevs av J. W. Thomson, och fick sitt nu gällande namn av M. Barbero, Nav.-Ros. & Cl. Roux. Immersaria carbonoidea ingår i släktet Immersaria och familjen Lecideaceae.   Inga underarter finns listade i Catalogue of Life.